# Ucho środkowe

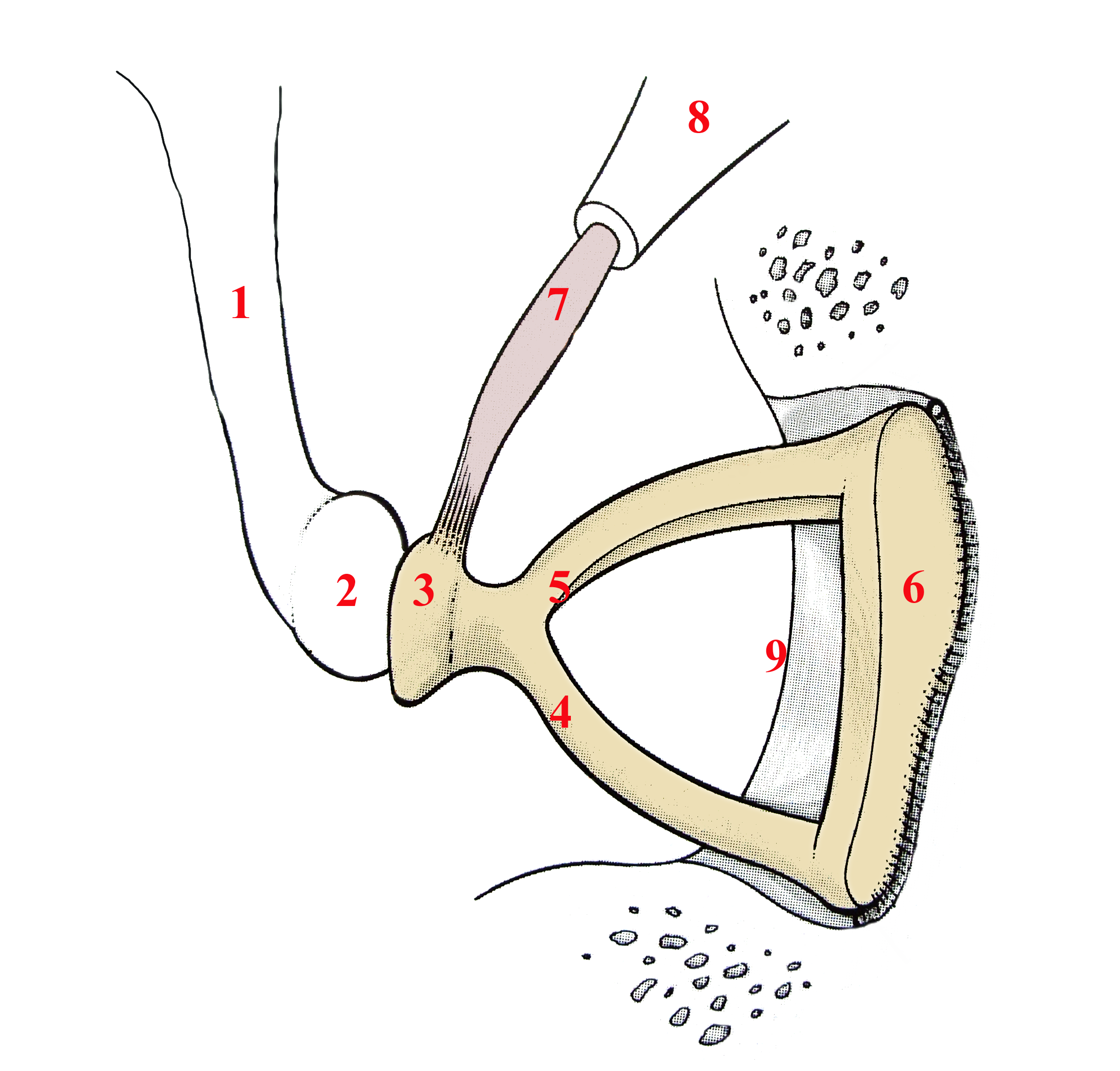
Kosteczki słuchowe człowieka.

Ucho środkowe – jedna z trzech (oprócz ucha zewnętrznego i ucha wewnętrznego) części ucha kręgowców, odpowiadająca za przekazywanie bodźców dźwiękowych. Ucho środkowe występuje u płazów bezogonowych, gadów, ptaków i ssaków, nie mają go ryby, u płazów ogoniastych jest słabo rozwinięte lub go brak.

## Ucho środkowe człowieka
U człowieka ucho środkowe stanowi niewielka przestrzeń w czaszce wypełniona powietrzem. Jego zadaniem jest mechaniczne wzmocnienie i doprowadzenie fal dźwiękowych do ucha wewnętrznego (poprzez okienko owalne). Część drgań przechodzi też bezpośrednio na okienko okrągłe. W skład ucha środkowego wchodzi błona bębenkowa, jama bębenkowa z trzema kosteczkami słuchowymi oraz trąbka Eustachiusza, a także powierzchnia zewnętrzna okienka owalnego.
- Błona bębenkowa – błona oddzielająca przewód słuchowy zewnętrzny od ucha środkowego, zamienia fale dźwiękowe w drgania mechaniczne, pobudzając kosteczki słuchowe.
- Jama bębenkowa – przestrzeń powietrzna zawierająca trzy kosteczki słuchowe, mięśnie ucha środkowego oraz przebiegające w tej okolicy naczynia i nerwy.
- Trzy kosteczki słuchowe – młoteczek, kowadełko, strzemiączko. Młoteczek z jednej strony łączy się z błoną bębenkową, a z drugiej strony łączy się z kowadełkiem, kowadełko ze strzemiączkiem, a ono z kolei łączy się z błoną okienka owalnego. Ich zadaniem jest wzmocnienie drgań błony bębenkowej i doprowadzenie ich do ucha wewnętrznego. Kosteczki słuchowe są najmniejszymi kośćmi organizmu ludzkiego.
- Trąbka słuchowa (trąbka Eustachiusza) – kanał łączący ucho środkowe z gardłem, o długości ok. 35 mm. Normalnie otwarta jest jedynie wąska część, ale jej przekrój może się zwiększać w celu wyrównania ciśnienia powietrza w uchu. Jest to droga, którą mogą wnikać patogeny lub szerzyć się procesy zapalne (zapalenie ucha środkowego).
- Powierzchnia zewnętrzna okienka owalnego.
- Przestrzenie powietrzne – jama sutkowa i komórki sutkowe.